# Greg Bear
Gregory Dale (Greg) Bear (San Diego (Californië), 20 augustus 1951 – 19 november 2022) was een Amerikaanse sciencefictionschrijver.
Bear wordt gerekend tot de harde sciencefiction, aangezien zijn boeken regelmatig de mogelijke invloed behandelen van de nieuwste inzichten in wetenschap en technologie op onze maatschappij. In Darwin's Radio deed hij dat zo overtuigend dat het wetenschappelijke tijdschrift Nature hem prees om zijn rigoureuze en gedisciplineerde uitwerking van de modernste ideeën in moleculaire biologie over virussen en evolutietheorie . Zijn werk bevat daarnaast thema's als galactische oorlogen (Forge of God serie), kunstmatige universa (Eon serie) en versnelde evolutie (Blood Music, Darwin's Radio and Darwin's Children).
Bear won de Hugo Award en de Nebula Award met de "novelette" Blood Music (1983 – later uitgebreid tot roman) en met het korte verhaal Tangents (1986). De Nebula werd hem ook toebedeeld voor de novelle Hardfought (1984), de roman Moving Mars (1993) en de roman Darwin's Radio (2001).
Twee vroegere werken, The Infinity Concerto en The Serpent Mage, vallen in het fantasy genre.
Greg Bear heeft ook nog als SF-illustrator gewerkt en is twee jaar voorzitter geweest van de Science Fiction and Fantasy Writers of America. Bear is de schoonzoon van Poul Anderson en heeft twee kinderen.